# Jobst Schuster
Jobst Schuster (* 1570 in Schneeberg (Erzgebirge); † 10. Mai 1641 ebenda) war ein deutscher Unternehmer. Er war Mitbegründer des Ortes Weitersglashütte und Glashüttenbesitzer im sächsischen Erzgebirge.
Schuster war Handelsmann von Beruf. 1624 gründete er gemeinsam mit Christoph Seeling aus Eibenstock eine Glashütte an der Frühbußer Passstraße. Am 4. Februar 1625 erhielten sie durch Privileg des Kurfürsten Johann Georg I. von Sachsen „einen Platz oder Refier auf dem Frühboßer Walde vom Fleischmauler Wasser, do sich des Glasmeisters auf der Jugel Revier endet [...], biß auf Hannsen Hofens, Oberförsters im Ampte Voigtsberg, Reinung“ verliehen, weil dort das Gehölz sehr verdorrt und gebrochen war. Weiterhin erhielten sie einen Weite Wiese genannten Raum erblich zugewiesen, auf dem sie eine Glashütte nebst drei Wohnhäusern für Gesinde und Gesellen sowie eine Mahl- und Brettmühle errichten durften. Weiterhin durften sie die dürren Hölzer in dem genannten sowie auf Christoph Trummers Revier veräschern, mussten jedoch die Pechwälder und frischen Hölzer gänzlich verschonen und durften in ihnen nur nach Anweisung der kurfürstlichen Beamten Bäume fällen. Die ersten Erbzinsen, wozu u. a. sechs Schock Spiegelglas, sechs Schock kleine spitze Weingläser und vier Schock Biergläser jedes Jahr zu leisten waren, wurden zu Michaelis 1625 an das Amt Schwarzenberg geleistet. Schuster verkaufte am Ende seines Lebens seine Glashütte an den bisherigen Pächter Michael Markert, der aber weder die Kaufsumme entrichtete, noch fällige Erbzinsen zahlte. So fiel die Hütte an Schuster zurück, der jedoch im Mai 1641 verstorben war, so dass die Hütte an seine Witwe und Erben gelangte, die diese 1643 an Christoph Löbel aus Jugel bei Johanngeorgenstadt verkauften.
Er hinterließ den Sohn Michael Schuster (1602–1658), der die väterlichen Besitzungen in Schneeberg übernahm.